# Khu bảo tồn Guanacaste
Khu bảo tồn Guanacaste là một di sản thế giới ở Tây bắc của Costa Rica. Khu vực có diện tích 1.470 km vuông, trong đó bao gồm các vườn quốc gia, khu bảo tồn và khu vực trú ẩn động vật hoang dã:
- vườn quốc gia Santa Rosa
- Vườn quốc gia Guanacaste
- Vườn quốc gia Núi lửa Rincon de la Vieja và
- Khu trú ẩn động vật hoang dã Vịnh Junquillal.

Khu vực chính thức trở thành một phần của hệ thống vườn quốc gia của khu bảo tồn Costa Rica (SINAC) vào năm 1994, và sau đó là một di sản thế giới của UNESCO vào năm 1999 nhờ vào sự đa dạng của địa hình, từ núi lửa (Núi lửa Rincon de la Vieja), vùng ngập nước (vùng ngập nước Riberino Zapandi), rừng khô nhiệt đới, rừng thí nghiệm (rừng thí nghiệm Horizontes) cùng các khu vực trú ẩn động vật hoang dã quan trọng (Corredor Fronterizo, Iguanita, Vịnh Junquillal).